# Armando Picchi
Armando Picchi (Livorno, 20 de junho de 1933 –– Sanremo, 26 de maio de 1971) foi um futebolista e treinador italiano.

## Carreira
Picchi iniciou sua carreira nas categorias de base do clube que leva o mesmo nome da cidade onde nasceu, o Livorno. Chegou ao clube quando tinha dezesseis anos, estreando na equipe profissional com 21. Passaria cinco temporadas defendendo a equipe principal do Livorno, obtendo grande sucesso. Seus cinco tentos em 105 partidas lhe renderam uma transferência para o SPAL.
Em sua nova equipe, Picchi seria importante durante o campeonato, tendo participado de 27 partidas e, o SPAL terminado numa sexta posição, a melhor na história do clube. Permaneceria apenas essa temporada no clube, quando se transferiu para a Internazionale.[carece de fontes?] Picchi seria a primeira contratação do novo treinador da Inter, Helenio Herrera, que pagou na época 24 milhões de liras, mais o passe de três jogadores.

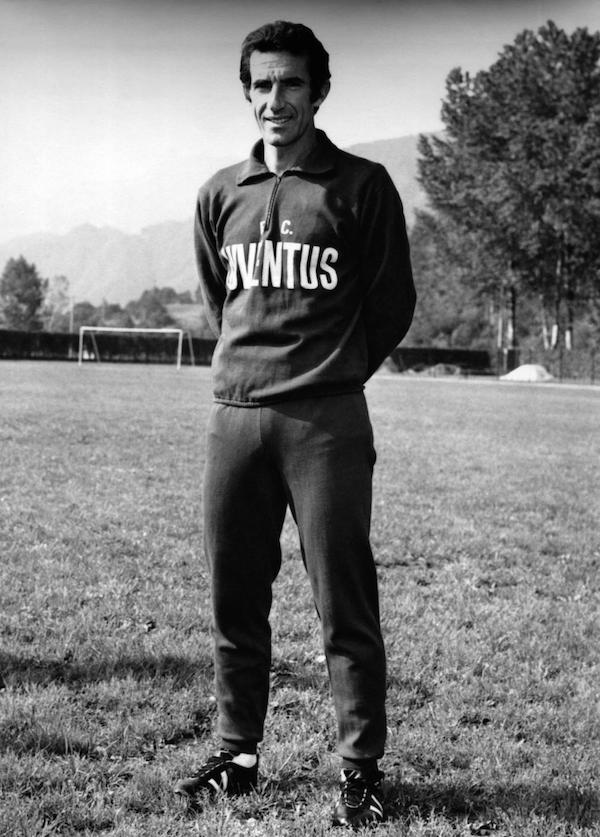
Picchi treinador da Juventus na temporada 1970–1971

Na Inter, Herrera introduziria o catenaccio (futebol defensivo), então consagrado na Itália através de Nereo Rocco (que curiosamente, se tornaria o treinador do rival Milan). Picchi chegaria ao clube como lateral-direito, mas acabaria tendo sua posição alterada por Herrera após ver grandes caracteristicas nele para atuar como o homem da sobra de Tarcisio Burgnich e Giacinto Facchetti, função que seria conhecida como líbero.
Viveria suas melhores sete temporadas na carreira defendendo a Inter, onde se tornou capitão e esteve presente numa das melhores gerações da equipe, tendo participado da conquista de três títulos da Serie A, duas Copa dos Campeões da UEFA, e mais duas Copas Intercontinentais. Ao todo, disputaria quase trezentas partidas, mas marcando poucos gols. Já com 34 anos, se transferiria para o Varese, onde disputaria suas duas últimas temporadas na carreira.
Durante sua passagem pelo Varese, também defenderia a Seleção Italiana em suas últimas partidas. Tendo estreado quando tinha 31 anos, acabaria sendo deixado por Edmondo Fabbri de fora da Copa do Mundo de 1966. Quando passou a atuar com frequência pela equipe, nos seus 35 anos, sob o comando do novo treinador Ferruccio Valcareggi, acabaria quebrando a bacia durante uma partida pelas eliminatórias para a Eurocopa 1968 (a qual, seria conquistada pela Itália). Picchi abandonaria a seleção após essa partida, tendo disputado apenas doze partidas.
Quando disputava sua última temporada como profissional, também exerceria a função de treinador no Varese. Esta acabaria sendo sua primeira experiência no cargo, a qual seria decepcionante com o rebaixamento do clube, mas a qual também continuaria na temporada seguinte, quando retornou para comandar o Livorno. No Livorno, em campanha memorável, tirou o clube da zona do rebaixamento e terminou numa nova posição. Em seguida, assinaria contrato com a Juventus.[carece de fontes?] Comandaria a equipe por apenas 29 partidas, antes de descobrir um tumor na coluna vertebral e morrer poucos dias depois.